# Alan Kay

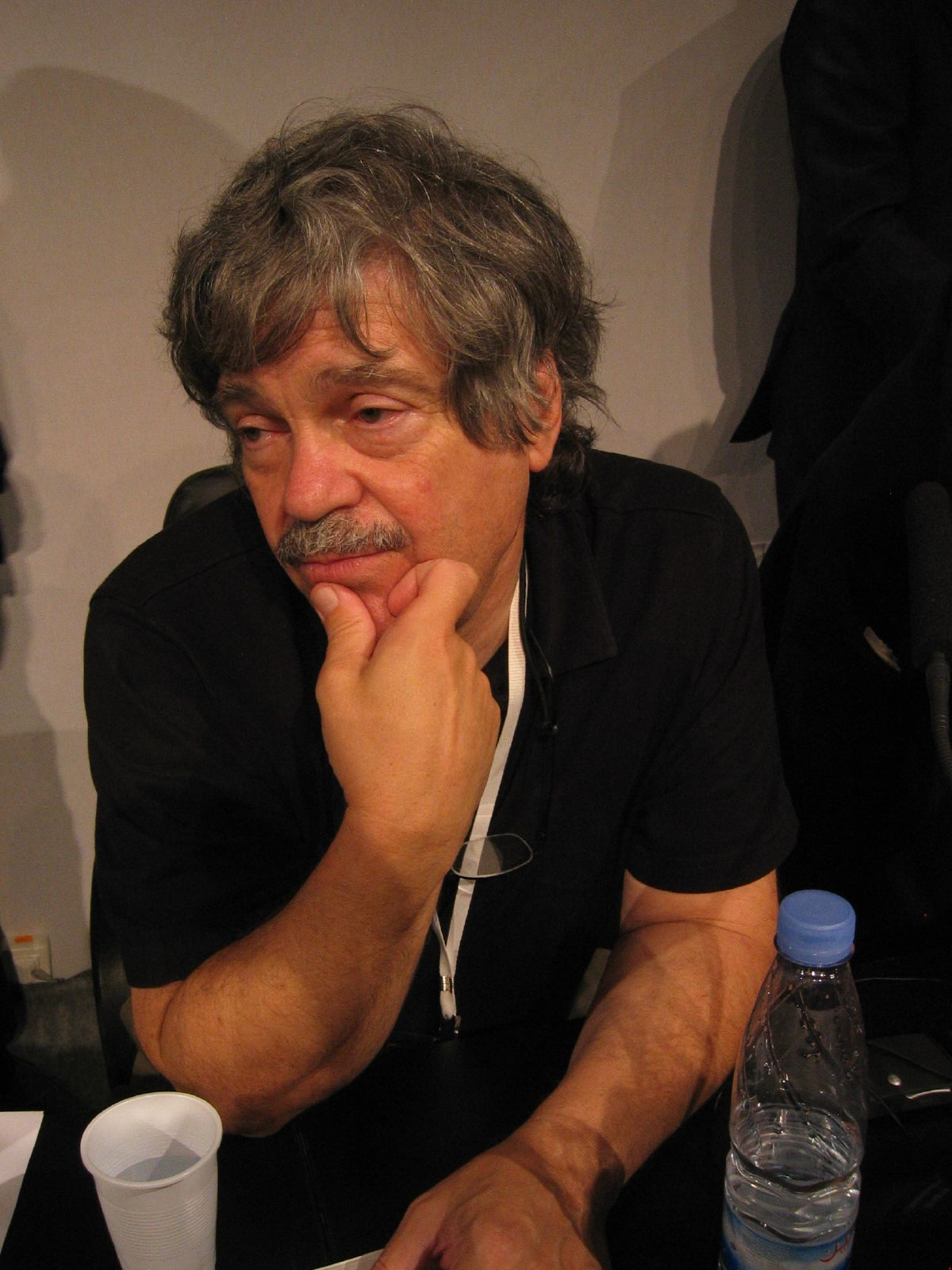
Alan Kay bij de presentatie van de $100-laptop in 2005

Alan Curtis Kay (Springfield (Massachusetts), 17 mei 1940) is een Amerikaans informaticus en de uitvinder van de programmeertaal Smalltalk. Ook stond hij aan de wieg van de grafische gebruikersomgeving en de eerste laptopcomputer.
In 2003 ontving hij de ACM Turing Award voor zijn werk met betrekking tot objectgeoriënteerd programmeren. Kay ontwikkelde met zijn studenten aan het MIT de $100-laptop voor studenten over de hele wereld.

## Biografie
Kay bezocht de universiteit van Colorado in Boulder, waar hij zijn bachelorgraad behaalde in de wiskunde en moleculaire biologie. Zowel voor als tijdens zijn studietijd werkte Kay als professioneel jazzgitarist. In 1966 studeerde hij computerwetenschappen aan de universiteit van Utah, waar hij zowel zijn master als zijn doctoraat (Ph.D.) behaalde.
In 1968 ontmoette hij Seymour Papert, via wie hij de programmeertaal Logo leerde kennen, een dialect van Lisp die geoptimaliseerd was voor onderwijsdoeleinden. In 1970 werd hij aangenomen bij het pas opgerichte Palo Alto Research Center (PARC) van Xerox Corporation. Kay groeide uit tot een van de sleutelfiguren in de prototype-ontwikkeling van op netwerk aangesloten computerstations gebruikmakend van de objectgeoriënteerde programmeertaal Smalltalk. Samen met de grafische gebruikersinterface – een idee oorspronkelijk afkomstig van Douglas Engelbart – werd deze later commercieel toegepast in de eerste Lisa- en Apple Macintoshcomputers van Apple Inc.
Na tien jaar bij Xerox PARC kwam Kay in dienst van Atari als hoofd computerwetenschappen. In 1994 stapte hij over naar Apple; later kwam hij bij Walt Disney Imagineering terecht. In 2001 richtte hij het Viewpoint Research Institute op, een nonprofit-organisatie gewijd aan het onderwijzen van kinderen met behulp van geavanceerde software.

## Dynabook
Reeds in 1968 bedacht Kay het concept van de Dynabook, een draagbare computer bedoeld om kinderen van alle leeftijden kennis te laten maken met de informatica. Deze voorloper van de laptop bestond uit een toetsenbord met daaraan bevestigd een plat beeldscherm. Het ontwerp van de Dynabook zou later terugkomen in zijn plan om goedkope laptops te maken voor kinderen in ontwikkelingslanden. Een wereldwijd project dat financieel ondersteund wordt door de One Laptop Per Child Association (OLPC), een organisatie waarvan Kay een van de initiatiefnemers is.

## Onderscheidingen
Kay ontving voor zijn werk vele onderscheidingen en eredoctoraten, waaronder:
- 2001 - De UdK 01-Award
- 2003 - ACM Turing Award
- 2004 - Kyoto-prijs
- 2004 - Charles Stark Draper Prize van de National Academy of Engineering (NAE), samen met Butler W. Lampson, Robert Taylor en Charles P. Thacker.

1966: Alan J. Perlis ·
1967: Maurice V. Wilkes ·
1968: Richard Hamming ·
1969: Marvin Minsky ·
1970: J.H. Wilkinson ·
1971: John McCarthy ·
1972: Edsger Dijkstra ·
1973: Charles W. Bachman ·
1974: Donald E. Knuth ·
1975: Allen Newell, Herbert Simon ·
1976: Michael Rabin, Dana S. Scott ·
1977: John Backus ·
1978: Robert W. Floyd ·
1979: Kenneth E. Iverson ·
1980: Tony Hoare ·
1981: Edgar F. (Ted) Codd ·
1982: Stephen A. Cook ·
1983: Ken Thompson, Dennis M. Ritchie ·
1984: Niklaus Wirth ·
1985: Richard M. Karp ·
1986: John Hopcroft, Robert Tarjan ·
1987: John Cocke ·
1988: Ivan Sutherland ·
1989: William Kahan ·
1990: Fernando J. Corbató ·
1991: Robin Milner ·
1992: Butler Lampson ·
1993: Juris Hartmanis, Richard E. Stearns ·
1994: Edward Feigenbaum, Raj Reddy ·
1995: Manuel Blum ·
1996: Amir Pnueli ·
1997: Douglas Engelbart ·
1998: Jim Gray ·
1999: Frederick P. Brooks, Jr. ·
2000: Andrew Chi-Chih Yao ·
2001: Ole-Johan Dahl, Kristen Nygaard ·
2002: Ron Rivest, Adi Shamir, Leonard M. Adleman ·
2003: Alan Kay ·
2004: Vinton G. Cerf, Robert E. Kahn ·
2005: Peter Naur ·
2006: Frances E. Allen ·
2007: Edmund M. Clarke, E. Allen Emerson, Joseph Sifakis ·
2008: Barbara Liskov ·
2009: Charles Thacker ·
2010: Leslie Valiant ·
2011: Judea Pearl ·
2012: Shafi Goldwasser, Silvio Micali ·
2013: Leslie Lamport ·
2014: Michael Stonebraker ·
2015: Martin Hellman, Whitfield Diffie ·
2016: Tim Berners-Lee ·
2017: John L. Hennessy, David Patterson ·
2018: Yoshua Bengio, Geoffrey Hinton, Yann LeCun ·
2019: Patrick M. Hanrahan, Edwin E. Catmull ·
2020: Alfred Aho, Jeffrey Ullman ·
2021: Jack Dongarra ·
2022: Robert Metcalfe ·
2023: Avi Wigderson